# Georges Vézina
Joseph-Georges-Gonzague Vézina, kanadski profesionalni hokejist, * 21. januar 1887, Chicoutimi, Quebec, Kanada, † 27. marec 1926, Chicoutimi, Quebec, Kanada.
Vézina je sedem sezon preigral v ligi NHA in še devet v ligi NHL, vse v moštvu Montreal Canadiens. Potem ko je podpisal pogodbo s Canadiensi leta 1910, je igral na 327 zaporednih tekmah rednega dela sezone in nadaljnjih 39 tekmah končnice, preden je tekmo v letu 1925  zaradi bolezni zgodaj zapustil. Na njem so opazili znake tuberkuloze in umrl je 27. marca 1926. 
Vézina je bil edini vratar, ki je zaigral za moštvo Montreal Canadiens med letoma 1910 in 1925. Moštvu je pomagal do dveh Stanleyjevih pokalov, v letih 1916 in 1924, še trikrat pa se je prebil v finale Stanleyjevega pokala. Vézina je v sedmih sezonah v svojo mrežo spustil najmanj ploščkov od vseh vratarjev lige, to mu je uspelo štirikrat v ligi NHA in trikrat v NHL. Leta 1918 je postal prvi vratar v ligi NHL, ki je dosegel shutout in ki je vknjižil podajo. Na začetku sezone 1926/27 so Canadiensi ligi darovali pokal Vezina Trophy, ki so ga podeljevali vratarju z najmanj prejetimi zadetki v eni sezoni. Od 1981 se pokal podeljuje najpomembnejšemu vratarju sezone, ki ga izglasujejo generalni direktorji NHL. V Vézinajevem rodnem mestu Chicoutimi se športna dvorana imenuje v njegovo čast - Centre Georges-Vézina. Ko so ustanovili Hokejski hram slavnih lige NHL leta 1945, je bil Vézina vanj sprejet kot eden od prvih dvanajstih članov.

## Osebno življenje
Georges Vézina, najmlajši izmed osmih otrok, se je rodil 21. januarja 1887 v Chicoutimiju, Quebec. Rodil se je materi Clari in očetu Jacquesu, lokalnemu peku in priseljencu iz kraja St. Nicholas de Larchoelle, Francija. Mladi Georges je obiskoval šolo Petit Séminaire v Chicoutimiju, z dopolnjenimi štirinajstimi leti je šolo zapustil, da bi pomagal očetu v njegovi pekarni. Hokej na ledu je igral že kot mladenič, udeleževal se je neuradnih uličnih hokejskih tekem z ostalimi vrstniki. Na tekmah je igral v čevljih in šele pri 16 letih je prvič obul drsalke, ko se je pridružil lokalnemu moštvu v Chicoutimiju. Ker se Chicoutimi nahaja več kot 200 km stran od mesta Quebec City v zakotnem področju v pokrajini Quebec, ni hokejski klub tekmoval v nobeni organizirani hokejski ligi. Namesto tega je klub, znan kot Saguenéens (»Ljudje iz Saguenaya«, regije, kjer se Chicoutimi nahaja), hodil na turneje po pokrajini in proti različnim klubom igral ekshibicijske tekme.
Vézina se je 3. junija 1908 v Chicoutimiju poročil z Marie-Adélaïde-Stello Morin. Po Vézinajevi smrti so poročali, da je bil oče dvaindvajsetim otrokom. Govorico je sprožil direktor Canadiensov Leo Dandurand, ki je novinarjem dejal, da Vézina »ne govori angleško in da ima 22 otrok, od tega so se mu trikrat rodili trojčki, vsi pa so se rodili v razmiku 9 let«. Zares sta se zakoncema rodila le dva otroka, Georges pa je govoril polomljeno angleščino. Leta 1912 sta povila prvega otroka Jean-Julesa. Njun drugi otrok je na svet privekal tisto noč leta 1916, ko so Canadiensi prvič dvignili Stanleyjev pokal. Georges je bil obeh dogodkov tako vesel, da je drugega sina imenoval Marcel Stanley. Ko ni igral hokeja, je Vézina živel mirno življenje in vodil strojarno v Chicoutimiju.

## Igralska kariera

### NHA
17. februarja 1910 je Chicoutimi Hockey Club igral ekshibicijsko tekmo proti NHA moštvu Montreal Canadiens. Čeprav je bil Chicoutimi v podrejenem položaju, Canadiensi niso uspeli zadeti in so tekmo izgubili. To je spodbodlo vratarja Canadiensov Josepha Cattarinicha, da je vodilne v svojem klubu prepričal, da so Vézinaju ponudili preizkušnjo za vstop v moštvo Canadiensov. Vézina je sprva ponudbo zavrnil in ostal v Chicoutimiju, dokler se niso Canadiensi decembra istega leta vrnili v Chicoutimi. Tokrat je Canadiensom uspelo prepričati Georgesa, kot tudi njegovega brata Pierra, da sta skupaj prišla v Montreal. Brata Vézina sta v Montreal prispela 22. decembra 1910. Medtem ko se Pierru ni uspelo uvrstiti v moštvo, je Georges na Canadiense napravil vtis predvsem s spretno igro s palico, s katero je odbijal strele. Georges Vézina je podpisal pogodbo, ki mu je navrgla 800 CAD na sezono. Kot profesionalec je debitiral 31. decembra 1910 proti moštvu Ottawa Hockey Club. V sezoni 1910/11 je za Canadiense igral vseh 16 tekem. Z moštvom je končal na drugem mestu z 8 zmagami in 8 porazi, sam pa je v mrežo spustil najmanj ploščkov med vsemi vratarji. 
V naslednji sezoni je Vézina zopet v svojo mrežo prepustil najmanj ploščkov. Prav tako je moštvo znova sezono končalo z 8 zmagami, a tokrat z 10 porazi, kar je bilo dovolj za zadnje, četrto mesto. Svoj prvi shutout je Vézina dosegel v sezoni 1912/13 na tekmi proti Ottawi, 18. januarja 1913. Tisto sezono je njegovo moštvo končalo z 11 zmagami. V sezoni 1913/14 so Canadiensi prvič osvojili prvo mesto v NHA, na prvem mestu so se izenačili z moštvom Toronto Blueshirts. Vnovič je Vézina dopustil najmanj zadetkov med vsemi vratarji, moštvo pa je tokrat vknjižilo 13 zmag in 7 porazov. NHA-jeva pravila so določala, da prvouvrščeno moštvo napreduje neposredno v finale Stanleyjevega pokala, a zaradi izenačenja po točkah so bili Canadiensi primorani odigrati dvotekemsko končnico proti Torontu. Na prvi tekmi je Vézina ob zmagi Montreala z 2:0 vknjižil shutout, medtem ko je na drugi tekmi v svojo mrežo spustil 6 ploščkov. O zmagovalcu serije je odločala razlika v golih z obeh tekem, v kateri je bil boljši Toronto, ki je tako igral za Stanleyjev pokal in ga tudi osvojil. 
Potem ko so v naslednji sezoni končali na zadnjem mestu, so Vézina in soigralci v sezoni 1915/16 zmagali 16-krat. Sezono so končali na prvem mestu in se kot vodilno moštvo lige pomerili za Stanleyjev pokal proti prvaku konkurenčne PCHA lige, moštvu Portland Rosebuds. Canadiensi so serijo dobili z 3-2 v zmagah in prvič v zgodovini kluba osvojili Stanleyjev pokal. Na noč pete tekme se je rodil Vézinajev drugi sin, kar je zanj pomenilo dodano vrednost na vsoto 238 $ za zmago, ki jo je prejel vsak član Canadiensov. Zavoljo okoliščin je Vézina kasneje serijo označil za vrhunec svoje kariere. Sezono 1916/17 je Vézina še četrtič v karieri končal z najmanj prejetimi zadetki in pomagal Canadiensom do finala Stanleyjevega pokala 1917, kjer so izgubili proti moštvu Seattle Metropolitans.

### NHL
Ligo NHA je novembra 1917 nadomestila liga NHL, Vézina in soigralci so se pridružili novi ligi. 18. februarja 1918 je Vézina postal prvi vratar v zgodovini lige NHL, ki je vknjižil shutout. To mu je uspelo na tekmi proti moštvu Toronto Arenas, ki so jo Canadiensi dobili z izidom 9-0. 28. decembra 1918 je postal prvi vratar, ki so mu pripisali podajo. Podal je pri golu Newsyja Lalondeja, ki je samo pobral plošček po Vézinajevi obrambi. Sezono je zaključil z 12 zmagami, obenem je tudi končal na prvem mestu lestvice vratarjev lige po povprečju prejetih zadetkov na tekmo (GAA). Prav tako je postavil rekord v najmanjšem številu doseženih shutoutov v sezoni, potrebnem za osvojitev prvega mesta lestvice vratarjev po shutoutih. Rekord si je delil z vratarjem Ottawe Clintom Benedictom, oba sta sezono končala z enim shutoutom.
V sezoni 1918/19 je Vézina z moštvom zmagal na 10 tekmah in povedel moštvo do zmage v končnici lige proti Ottawi. S tem so si Canadiensi zagotovili nastop v finalu Stanleyjevega pokala proti prvaku lige PCHA, moštvu Seattle Metropolitans. Finale Stanleyjevega pokala 1919 je potekalo v Seattlu. Obe moštvi sta v finalu zmagali na dveh tekmah, na eni pa igrali neodločeno, nato pa je bilo finale prekinjeno zaradi epidemije španske gripe. Prekinitev finala je pomenila tudi, da se je prvič v zgodovini pokala pripetilo, da ga niso podelili. V desetih tekmah končnice pred prekinitvijo finala je Vézina s soigralci zmagal na šestih tekmah, izgubil na treh in remiziral na eni. Na 10 tekmah je tudi zabeležil en shutout. Vézina je v naslednjih dveh sezonah zabeležil skoraj identične statistične vnose, s 13 zmagami, 11 porazi in GAA nad 4 v sezonah 1919/20 in 1920/21. V naslednji sezoni, sezoni 1921/22, je zmagal na 12 tekmah, Canadiensom pa se ni uspelo uvrstiti v finale Stanleyjevega pokala.
Potem ko je bil z moštvom uspešen na 13 tekmah sezone 1922/23, se mu ni uspelo uvrstiti v finale Stanleyjevega pokala. V končnici lige NHL so jih namreč porazili hokejisti Ottawe. V naslednji sezoni se je Vézina vrnil na mesto vodilnega vratarja lige po najnižjem GAA. Njegovo povprečje 1.97 je bilo prvo povprečje v zgodovini lige, nižje od 2. Sezona 1923/24 je Canadiensom prinesla 13 zmag in uvrstitev v končnico lige NHL, kjer so se znova pomerili z moštvom Ottawa Hockey Club. Tokrat so bili uspešni in so nato odpravili PCHA moštvo Vancouver Maroons za zagotovitev finala Stanleyjevega pokala 1924. Tam so se srečali z WCHL ekipo Calgary Tigers in jo premagali z 2-0 v tekmah. Na drugi tekmi je Vézinaju uspel tudi shutout. Naslov prvaka Stanleyjevega pokala je bil prvi za Canadiense, odkar so bili člani lige NHL, in drugi v klubski zgodovini. V finale Stanleyjevega pokala so se Canadiensi uvrstili tudi v sezoni 1924/25, v kateri so vknjižili 17 zmag, 11 porazov in 2 remija. Vézina je dosegel GAA 1.81, s čimer je zopet povedel v ligi. Canadiensi so se sicer v finale pokala uvrstili, ker je bilo vodilno moštvo rednega dela sezone Hamilton Tigers suspendirano. Suspenz je prišel, ker Tigersi niso hoteli igrati v končnici, saj so želeli za igranje v končnici prejeti več denarja. V finalu so se Canadiensi pomerili z moštvom Victoria Cougars in izgubili z izidom 3-1 v tekmah. 
Ko se je Vézina vrnil v pripravljalni kamp v Montrealu pred sezono 1925/26, je bil vidno obolel, četudi ni o tem rekel niti besede. Do prve tekme v sezoni, 28. novembra proti moštvu Pittsburgh Pirates, je izgubil skoraj 16 kg. Na dan tekme so mu tudi izmerili telesno temperaturo, ki je znašala 38,8 °C. Kljub temu je Vézina zadrsal na led in odigral prvo tretjino, v kateri je ohranil mrežo nedotaknjeno. Med odmorom je pričel bruhati kri in se nato vrnil na led za drugo tretjino. Zatem se je zgrudil v vratarjevem prostoru in tekmo zapustil. Zamenjal ga je Alphonse Lacroix, ki je predtem branil barve ameriške reprezentance na Zimskih olimpijskih igrah 1924.
Dan po tekmi so Vézinaju zdravniki diagnosticirali tuberkulozo in mu svetovali, naj ostane doma. Vézina se je 3. decembra še zadnjič odpravil v slačilnico Canadiensov, da bi se poslednjič poslovil od soigralcev. Léo Dandurand je kasneje zapisal, da je Vézina sedel v svojem kotu slačilnice, medtem ko so mu "solze tekle po licih. Oziral se po svoji stari opremi in drsalkah, ki jih je priskrbel pomočnik Canadiensov Eddie Dufour v Georgesov kot. Potem je prosil za majhno uslugo - prosil je za jopo, ki jo je nosil na zadnji seriji za pokal."  Vézina se je nato vrnil v svoj rodni Chicoutimi z ženo Marie. V Chicoutimiju je v hotelu Hôtel-Dieu 27. marca 1926 v zgodnjih urah umrl. Čeprav je v celotni sezoni odigral le eno tretjino ene tekme, mu je klub naklonil plačo celotne sezone (6.000 $), kar je bil dokaz, kako pomemben člen v moštvu je bil.

### Pregled kariere
Odebeljeno - reprezentančni nastopi, glej tudi Statistika pri hokeju na ledu.
| Moštvo                 | Liga             | Sezona |    | Redni del | Redni del | Redni del | Redni del | Redni del | Redni del | Redni del | Redni del |    | Končnica | Končnica | Končnica | Končnica | Končnica | Končnica | Končnica | Končnica |
| ---------------------- | ---------------- | ------ | -- | --------- | --------- | --------- | --------- | --------- | --------- | --------- | --------- | -- | -------- | -------- | -------- | -------- | -------- | -------- | -------- | -------- |
| Moštvo                 | Liga             | Sezona | OT | PG        | G         | P         | T         | KM        | GT        | OD        | OT        | PG | G        | P        | T        | KM       | GT       | OD       |          |          |
| Chicoutimi Hockey Club | MCHL             | 09/10  |    |           |           |           |           |           |           |           |           |    |          |          |          |          |          |          |          |          |
| Montreal Canadiens     | NHA              | 10/11  |    | 16        | 62        |           |           |           |           | 3.80      |           |    |          |          |          |          |          |          |          |          |
| Montreal Canadiens     | NHA              | 11/12  |    | 18        | 66        |           |           |           |           | 3.57      |           |    |          |          |          |          |          |          |          |          |
| Montreal Canadiens     | NHA              | 12/13  |    | 20        | 81        |           |           |           |           | 3.99      |           |    |          |          |          |          |          |          |          |          |
| Montreal Canadiens     | NHA              | 13/14  |    | 20        | 64        |           |           |           |           | 3.14      |           |    | 2        | 6        |          |          |          |          | 3.00     |          |
| Montreal Canadiens     | NHA              | 14/15  |    | 20        | 81        |           |           |           |           | 3.87      |           |    |          |          |          |          |          |          |          |          |
| Montreal Canadiens     | NHA              | 15/16  |    | 24        | 76        |           |           |           |           | 3.08      |           |    |          |          |          |          |          |          |          |          |
| Montreal Canadiens     | Stanleyjev pokal | 15/16  |    |           |           |           |           |           |           |           |           |    | 5        | 13       |          |          |          |          | 2.60     |          |
| Montreal Canadiens     | NHA              | 16/17  |    | 20        | 80        |           |           |           |           | 3.94      |           |    | 2        | 6        |          |          |          |          | 3.00     |          |
| Montreal Canadiens     | Stanleyjev pokal | 16/17  |    |           |           |           |           |           |           |           |           |    | 4        | 23       |          |          |          |          | 5.75     |          |
| Montreal Canadiens     | NHL              | 17/18  |    | 21        | 84        | 0         | 0         | 0         | 0         | 3.93      |           |    | 2        | 10       | 0        | 0        | 0        | 0        | 5.00     |          |
| Montreal Canadiens     | NHL              | 18/19  |    | 18        | 78        | 0         | 0         | 0         | 0         | 4.19      |           |    | 5        | 18       | 0        | 0        | 0        | 0        | 3.60     |          |
| Montreal Canadiens     | Stanleyjev pokal | 18/19  |    |           |           |           |           |           |           |           |           |    | 5        | 19       |          |          |          |          | 3.39     |          |
| Montreal Canadiens     | NHL              | 19/20  |    | 24        | 113       | 0         | 0         | 0         | 0         | 4.66      |           |    |          |          |          |          |          |          |          |          |
| Montreal Canadiens     | NHL              | 20/21  |    | 24        | 99        | 0         | 0         | 0         | 0         | 4.12      |           |    |          |          |          |          |          |          |          |          |
| Montreal Canadiens     | NHL              | 21/22  |    | 24        | 94        | 0         | 0         | 0         | 2         | 3.84      |           |    |          |          |          |          |          |          |          |          |
| Montreal Canadiens     | NHL              | 22/23  |    | 24        | 61        | 0         | 0         | 0         | 0         | 2.46      |           |    | 2        | 3        | 0        | 0        | 0        | 0        | 1.50     |          |
| Montreal Canadiens     | NHL              | 23/24  |    | 24        | 48        | 0         | 0         | 0         | 0         | 1.97      |           |    | 2        | 2        | 0        | 0        | 0        | 0        | 1.00     |          |
| Montreal Canadiens     | Stanleyjev pokal | 23/24  |    |           |           |           |           |           |           |           |           |    | 4        | 4        |          |          |          |          | 1.00     |          |
| Montreal Canadiens     | NHL              | 24/25  |    | 30        | 56        | 0         | 0         | 0         | 0         | 1.81      |           |    | 2        | 2        | 0        | 0        | 0        | 0        | 1.00     |          |
| Montreal Canadiens     | Stanleyjev pokal | 24/25  |    |           |           |           |           |           |           |           |           |    | 4        | 16       |          |          |          |          | 4.00     |          |
| Montreal Canadiens     | NHL              | 25/26  |    | 1         | 0         | 0         | 0         | 0         | 0         | 0.00      |           |    |          |          |          |          |          |          |          |          |

- Vir: NHL.com[29]

## Zapuščina
Vézina je bil bled, drobne postave in je celo izgledal kot človek krhkega zdravja, a je bil izjemno spreten s palico. Z njo je pravzaprav odbil več strelov kot z rokavico. V golu je stal pokončno in redko se je dogodilo, da ni bil na nogah; preprosto je vse strele pričakal v stoječem položaju. Vedno je nosil pokrivalo - majhen, pleten klobuk brez okrajca in v barvah Montreala -- modri, beli in rdeči. Spomnim se ga tudi kot najmirnejšega človeka, ki sem ga kdaj srečal, bil je povsem hladnokrven.

Frank Boucher, igralec in trener moštva New York Rangers, o Georgesu Vézinaju
Vézina je bil eden najbolj dominantnih vratarjev v ligi NHA in začetku lige NHL. Canadiense je popeljal do petih nastopov v finalu Stanleyjevega pokala, kjer so pokal dvignili dvakrat. Sedemkrat v karieri je dosegel najnižji GAA v svoji ligi, še petkrat pa je imel drugi najboljši GAA v svoji ligi. Od pridružitve Canadiensom leta 1910 do leta 1925, ko se je bil prisiljen upokojiti, ni Vézina nikoli izpustil kake tekme ali dovolil, da ga zamenja rezervni vratar. Igral je na 328 zaporednih tekmah rednega dela sezone in dodatnih 39 tekmah končnice. Čeprav je večji del svoje kariere igral v obdobju, ko vratarji niso smeli braniti drugače kot v stoječem položaju (pravilo so spremenili leta 1918), Vézinaja danes štejejo kot enega največjih vratarjev v zgodovini hokeja na ledu. Časnik Montreal Standard ga je v njegovi osmrtnici celo označil kot »največjega vratarja v zadnjem dvajsetletju«.
Vézina je bil v Montrealu priljubljen, nanj so pogosto gledali celo kot na najboljšega igralca Canadiensov. Priljubljen je bil tudi med soigralci, ki so ga imeli za duhovnega vodjo ekipe. Pogosto so ga imenovali »le Concombre de Chicoutimi« (»kumarica Chicoutimija«; kumarica je simbol mirnosti) zaradi svojega mirnega obnašanja na ledu, prav tako je bil znan kot »l'Habitant silencieux« (»tihi Habitant«; Habitant je bil tedaj vzdevek za Canadiense in tudi za francoske Kanadčane na splošno), kar gre pripisati njegovi zadržani osebnosti. Često je sam sedel v kotu moštvene slačilnice, kadil pipo in bral časopis. Ko je bila objavljena novica o njegovi smrti, so časniki po vsem Quebecu v njegov spomin objavljali članke o njegovem življenju in karieri. Za pobožnega Vézinaja so bile darovane mnoge katoliške svete maše in na njegovem pogrebu je več kot 1500 ljudi prišlo v katedralo v Chicoutimiju.
Večna Vézinajeva zapuščina je pokal, ki se imenuje po njem. Na začetku sezone 1926/27 so Léo Dandurand, Louis Letourneau in Joseph Cattarinich, lastniki kluba Montreal Canadiens, darovali pokal Vezina Trophy ligi NHL. Podeljevali so ga vratarju, ki je v rednem delu sezone spustil najmanj ploščkov v svojo mrežo. Prvo sezono je postal dobitnik pokala Vézinajev naslednik v vratih Canadiensov George Hainsworth, ki je pokal osvojil tudi v prihodnjih dveh sezonah. Leta 1981 je NHL spremenila pravila podeljevanja pokala, tako da se ga danes podeljuje vratarju, ki so ga za najboljšega vratarja v ligi preko glasovanja izbrali športni direktorji NHL moštev. Hokejski hram slavnih lige NHL, ki je bil vzpostavljen leta 1945, je med svojih prvih 12 članov vključil tudi Vézinaja. Leta 1998 je hokejski časopis The Hockey News Vézinaja uvrstil na 75. mesto seznama 100 največjih hokejistov lige NHL vseh časov. V čast prvega profesionalnega športnika iz Chicoutimija je mesto leta 1965 ime svoje športne dvorane spremenilo v Centre Georges-Vézina.